# Ostoja Napiwodzko-Ramucka
Ostoja Napiwodzko-Ramucka este o arie protejată (sit de importanță comunitară — SCI) din Polonia întinsă pe o suprafață de 32.612,78 ha, integral pe uscat.

## Localizare
Centrul sitului Ostoja Napiwodzko-Ramucka este situat la coordonatele 53°23′11″N 20°42′37″E / 53.3865°N 20.7102°E.

## Înființare
Situl Ostoja Napiwodzko-Ramucka a fost declarat sit de importanță comunitară în octombrie 2009 pentru a proteja 3 specii de plante și 16 specii de animale.

## Biodiversitate
Situată în ecoregiunea continentală, aria protejată conține 19 habitate naturale: Ape puternic oligomezotrofe cu vegetație bentonică cu Chara spp., Lacuri eutrofice naturale cu vegetație de tip Magnopotamion sau Hydrocharition, Lacuri și iazuri distrofice naturale, Cursuri de apă de la nivel de câmpie la nivel montan, cu vegetație Ranunculion fluitantis și Callitricho-Batrachion, Pajiști calcaroase din nisipuri xerice, Pajiști uscate seminaturale și facies de acoperire cu tufișuri pe substraturi calcaroase (Festuco-Brometalia) (* situri importante pentru orhidee), Pajiști cu Molinia pe soluri calcaroase, turboase sau argilos-nămoloase (Molinion caeruleae), Fânețe de joasă altitudine (Alopecurus pratensis, Sanguisorba officinalis), Turbării active, Mlaștini oligotrofe degradate, capabile încă de regenerare naturală, Mlaștini turboase de tranziție și turbării mișcătoare, Mlaștini alcaline, Păduri de stejar sau de stejar și carpen sub-atlantice și medio-europene de Carpinion betuli, Păduri de stejar și carpen Galio-Carpinetum, Mlaștini împădurite, Păduri aluvionare cu Alnus glutinosa și Fraxinus excelsior (Alno-Padion, Alnion incanae, Salicion albae), Păduri mixte riverane de Quercus robur, Ulmus laevis și Ulmus minor, Fraxinus excelsior sau Fraxinus angustifolia, de-a lungul marilor râuri (Ulmenion minoris), Păduri stepice euro-siberiene cu Quercus spp., Păduri central-europene de pin scoțian cu licheni.
La baza desemnării sitului se află mai multe specii protejate:
- plante (3): Hamatocaulis vernicosus, moșișoare (Liparis loeselii), dedițelul (Pulsatilla patens)
- amfibieni (2): buhai de baltă cu burta roșie (Bombina bombina), triton cu creastă (Triturus cristatus)
- mamifere (4): liliac cârn (Barbastella barbastellus), lupul (Canis lupus), castor (Castor fiber), vidră de râu (Lutra lutra)
- nevertebrate (5): libelule (Leucorrhinia pectoralis), fluturele purpuriu (Lycaena dispar), Osmoderma eremita, Unio crassus, Vertigo angustior
- pești (4): zvârluga (Cobitis taenia), cicar (Lampetra planeri), țipar (Misgurnus fossilis), boarță (Rhodeus amarus)
- reptile (1): țestoasa de baltă (Emys orbicularis)